# GConf
GConf è stato un sistema utilizzato da GNOME per memorizzare le impostazioni di configurazione per il desktop e le applicazioni.
È stato deprecato come parte della transizione a GNOME 3. La migrazione di suoi sostituti, GSettings e dconf, è in corso.

## Caratteristiche[3]
Il database di GConf utilizza un sistema di directory e file XML, memorizzati nella directory ~/.gconf. GConf può utilizzare altri sistemi per memorizzare le configurazioni, come un server database.
I cambiamenti sono controllati da un demone, GConfd. L'applicazione Gconf-editor permette agli utenti più avanzati di modificare le configurazioni a mano.